# Обручње
Обручње (слч. Obručné) насељено је мјесто са административним статусом сеоске општине (слч. obec) у округу Стара Љубовња, у Прешовском крају, Словачка Република.

## Становништво
| Година:    | 1994. | 2004.    | 2014.    | 2024.   |
| ---------- | ----- | -------- | -------- | ------- |
| Број људи: | 72    | 52       | 34       | 33      |
| Разлика:   |       | -27,77 % | -34,61 % | -2,94 % |

| Година:    | 2023. | 2024. |
| ---------- | ----- | ----- |
| Број људи: | 33    | 33    |
| Разлика:   |       | +0 %  |

Према подацима о броју становника из 2024. године насеље је имало 33 становника.